# サンシパーク
サンシパークは、三重県桑名市大字大仲新田にある、三重県鈴鹿市に本社を置くスーパーサンシ株式会社が2004年に開業させた初のショッピングセンターである。

## 構造
建物は集合店舗や単独店舗が複数立地し、屋外を移動するオープンモールタイプのネイバーフッド型ショッピングセンターである。また中心には市道が走っており、反対側へ行くには市道を横断しなければならない。

## 川スミメガネ本店
- スーパーサンシ
- カインズ
- スガキヤ（カインズ内）
- 快活CLUB（複合カフェ）
- ENEOS（ガソリンスタンド）
- ヤマダ電機
- ザ・ダイソー
- スターバックス
- イエローハット
- ドコモショップ
- auショップ
- プラージュ（床屋）
- セガワールド（ゲームセンター）
- ココカラファイン
- キング観光（パチンコ屋）
- 洋服の青山
- ユニクロ
- 西松屋
- バーミヤン
- ヤマハ英会話教室
- ハードオフ

## 交通アクセス
- 自動車
  - 東名阪自動車道桑名ICから車で10分
  - 東海環状自動車道東員ICから車で10分
- 鉄道
  - 三岐鉄道北勢線穴太駅（徒歩15分）
- 路線バス
  - 三重交通新大仲新田停留所（徒歩1分）
  - 東員町オレンジバスサンシパーク停留所（徒歩1分）